# Tamdrup Sogn
Tamdrup Sogn er et sogn i Horsens Provsti (Århus Stift).
I 1800-tallet var Tamdrup Sogn et selvstændigt pastorat. Sognet hørte til Nim Herred i Skanderborg Amt. Tamdrup sognekommune blev ved kommunalreformen i 1970 indlemmet i Horsens Kommune. 
I Tamdrup Sogn ligger Tamdrup Kirke.
I sognet findes følgende autoriserede stednavne:
- Bavnehøj (areal)
- Brønsholm (bebyggelse)
- Enner (bebyggelse, ejerlav)
- Grønbjerg (areal)
- Kørup (bebyggelse, ejerlav)
- Lund (bebyggelse, ejerlav)
- Lund Kær (bebyggelse)
- Molger (bebyggelse, ejerlav)
- Neder Vrønding (bebyggelse, ejerlav)
- Over Vrønding (bebyggelse, ejerlav)
- Rokær (bebyggelse)
- Tamdrup Bisgård (ejerlav, landbrugsejendom)
- Vinten (bebyggelse, ejerlav)
- Vinten Holme (bebyggelse)
- Vinten Lindholm (bebyggelse)
- Vinten Skov (areal)
- Vrønding Nedermark (bebyggelse)
- Vrønding Østermark (bebyggelse)
- Østerkær (bebyggelse)
- Østerlund (bebyggelse)